# Clayvin Zúñiga
Clayvin Julián Zúñiga Bernárdez (ur. 29 marca 1991 w Puerto Cortés) – honduraski piłkarz występujący na pozycji napastnika, reprezentant Hondurasu, od 2022 roku zawodnik Marathónu.